# Głodzino
Głodzino est une localité polonaise de la gmina rurale de Rąbino située dans le powiat de Świdwin en voïvodie de Poméranie-Occidentale. Elle se trouve à environ 15 km au nord-est de Świdwin et 103 km au nord-est de la capitale régionale Szczecin.

## Géographie

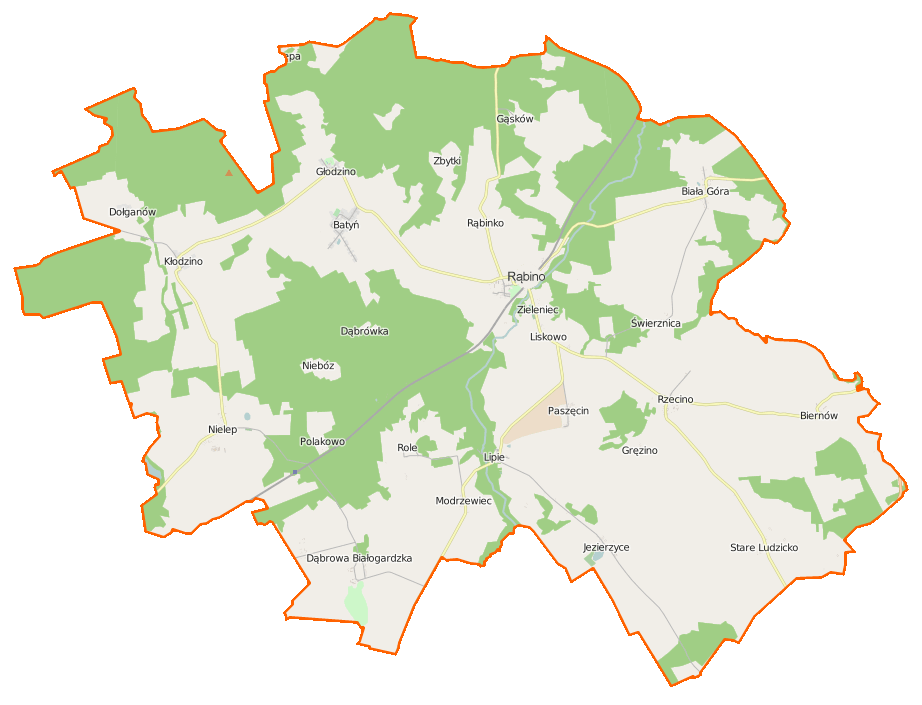
Carte de la gmina de Rąbino.

## Histoire
De 1742 à 1945, Glötzin fait partie de l'arrondissement de Belgard-sur-la-Persante (de), dans le district de Köslin dans la province de Poméranie.